# Torneo Regional 1979
El Torneo Regional 1979 fue la decimotercera edición de este torneo, organizado por el Consejo Federal de la Asociación del Fútbol Argentino. Su objetivo era clasificar 4 equipos para disputar el Campeonato Nacional 1979.

## Sistema de disputa
Se dividió a los 48 participantes en 8 zonas por cercanía geográfica, variando la cantidad de equipos de cada una de ellas. Todas las fases del torneo se jugaron por el sistema de eliminación directa, con partidos de ida y de vuelta. 
Los ganadores de cada grupo jugaron las finales. Los 4 ganadores clasificaron al Torneo Nacional 1979.

## Equipos participantes

### Distribución geográfica
| Región                           | Equipos |
| -------------------------------- | ------- |
| Provincia de Buenos Aires        | 10      |
| Provincia de Catamarca           | 1       |
| Provincia del Chaco              | 2       |
| Provincia del Chubut             | 2       |
| Provincia de Córdoba             | 4       |
| Provincia de Corrientes          | 2       |
| Provincia de Entre Ríos          | 5       |
| Provincia de Formosa             | 1       |
| Provincia de Jujuy               | 1       |
| Provincia de La Pampa            | 1       |
| Provincia de La Rioja            | 1       |
| Provincia de Mendoza             | 4       |
| Provincia de Misiones            | 2       |
| Provincia del Neuquén            | 2       |
| Provincia de Río Negro           | 2       |
| Provincia de Salta               | 0       |
| Provincia de San Juan            | 1       |
| Provincia de San Luis            | 2       |
| Provincia de Santa Cruz          | 2       |
| Provincia de Santa Fe            | 2       |
| Provincia de Santiago del Estero | 1       |
| Provincia de Tierra del Fuego    | 0       |
| Provincia de Tucumán             | 0       |
| Total                            | 48      |

### Zonas
| Grupo   | Equipo                                        | Localidad                   | Provincia           | Liga de origen                               |
| ------- | --------------------------------------------- | --------------------------- | ------------------- | -------------------------------------------- |
| Grupo A | Club Benito Juan Lucini                       | Pergamino                   | Buenos Aires        | Liga de Fútbol de Pergamino                  |
| Grupo A | Cemento Armado Foot Ball Club                 | Azul                        | Buenos Aires        | Liga de Fútbol de Azul                       |
| Grupo A | Club Atlético y Social Defensores de Belgrano | Villa Ramallo               | Buenos Aires        | Liga Nicoleña de Fútbol                      |
| Grupo A | Club Atlético y Biblioteca Ferrocarril Sud    | Tandil                      | Buenos Aires        | Liga Tandilense de Fútbol                    |
| Grupo A | Club Social y Deportivo Huracán               | Necochea                    | Buenos Aires        | Liga Necochense de Fútbol                    |
| Grupo A | Club Atlético Huracán                         | Tres Arroyos                | Buenos Aires        | Liga Regional Tresarroyense de fútbol        |
| Grupo A | Club Jorge Newbery                            | Junín                       | Buenos Aires        | Liga Deportiva del Oeste                     |
| Grupo A | Club Social y Deportivo Loma Negra            | Olavarría                   | Buenos Aires        | Liga de Fútbol de Olavarría                  |
| Grupo A | Club Olimpo                                   | Bahía Blanca                | Buenos Aires        | Liga del Sur (Bahía Blanca)                  |
| Grupo A | Club Atlético San Lorenzo                     | Mar del Plata               | Buenos Aires        | Liga Marplatense de Fútbol                   |
| Grupo B | Club Atlético Huracán                         | Comodoro Rivadavia          | Chubut              | Liga de Fútbol de Comodoro Rivadavia         |
| Grupo B | Club Social y Deportivo Huracán               | Trelew                      | Chubut              | Liga de Fútbol Valle del Chubut              |
| Grupo B | Club Cipolletti                               | Cipolletti                  | Río Negro           | Liga Deportiva Confluencia                   |
| Grupo B | Club Atlético Villa Congreso                  | Viedma                      | Río Negro           | Liga Rionegrina de Fútbol                    |
| Grupo B | Club Social y Deportivo Bancruz               | Río Gallegos                | Santa Cruz          | Liga de Fútbol Sur de Santa Cruz             |
| Grupo B | Club Social y Deportivo Mar del Plata         | Caleta Olivia               | Santa Cruz          | Liga de Fútbol Norte de Santa Cruz           |
| Grupo C | Club Atlético Corrientes                      | Corrientes                  | Corrientes          | Liga Correntina de Fútbol                    |
| Grupo C | Club Sportivo Benjamín Matienzo               | Goya                        | Corrientes          | Liga Goyana de Fútbol                        |
| Grupo C | Club Atlético Paraná                          | Paraná                      | Entre Ríos          | Liga Paranaense de Fútbol                    |
| Grupo C | Club Atlético Uruguay                         | Concepción del Uruguay      | Entre Ríos          | Liga de Fútbol de Concepción del Uruguay     |
| Grupo C | Club Central Entrerriano                      | Gualeguaychú                | Entre Ríos          | Liga Departamental de Fútbol de Gualeguaychú |
| Grupo C | Club Social y Deportivo Ñapindá               | Colón                       | Entre Ríos          | Liga Departamental de Fútbol de Colón        |
| Grupo C | Club Atlético Wanderers                       | Concordia                   | Entre Ríos          | Liga Concordiense de Fútbol                  |
| Grupo C | Club Deportivo Guaraní Antonio Franco         | Posadas                     | Misiones            | Liga Posadeña de Fútbol                      |
| Grupo C | Club Sportivo Eldorado                        | Eldorado                    | Misiones            | Liga de Fútbol de Eldorado                   |
| Grupo D | Club Atlético Chaco For Ever                  | Resistencia                 | Chaco               | Liga Chaqueña de Fútbol                      |
| Grupo D | Club Atlético Sportivo                        | Sáenz Peña                  | Chaco               | Liga Saenzpeñense de Fútbol                  |
| Grupo D | Club Sportivo Patria                          | Formosa                     | Formosa             | Liga Formoseña de Fútbol                     |
| Grupo D | Club Atlético Gimnasia y Esgrima              | Santa Fe                    | Santa Fe            | Liga Santafesina de Fútbol                   |
| Grupo D | Club Renato Cesarini                          | Álvarez                     | Santa Fe            | Asociación Rosarina de Fútbol                |
| Grupo E | Club Atlético Almafuerte                      | Almafuerte                  | Córdoba             | Liga Riotercerense de Fútbol                 |
| Grupo E | Club Atlético Alumni                          | Villa María                 | Córdoba             | Liga Villamariense de Fútbol                 |
| Grupo E | Club Atlético Benjamín Matienzo               | Villa de Soto               | Córdoba             | Liga Cruzdelejeña de Fútbol                  |
| Grupo E | Asociación Atlética Estudiantes               | Río Cuarto                  | Córdoba             | Liga Regional de Fútbol de Río Cuarto        |
| Grupo E | Club Sportivo Peñarol                         | Chimbas                     | San Juan            | Liga Sanjuanina de Fútbol                    |
| Grupo E | Club Atlético Colegiales                      | Villa Mercedes              | San Luis            | Liga de Fútbol de Villa Mercedes (S.L.)      |
| Grupo E | Club Atlético Juventud Unida Universitario    | San Luis                    | San Luis            | Liga Sanluiseña de Fútbol                    |
| Grupo F | Club General Belgrano                         | Santa Rosa                  | La Pampa            | Liga Cultural de Fútbol                      |
| Grupo F | Club Atlético Gimnasia y Esgrima              | Mendoza                     | Mendoza             | Liga Mendocina de Fútbol                     |
| Grupo F | Club Huracán                                  | San Rafael                  | Mendoza             | Liga Sanrafaelina de Fútbol                  |
| Grupo F | Club San Carlos                               | Chapanay                    | Mendoza             | Liga Rivadaviense de Fútbol                  |
| Grupo F | Sport Club Pacífico                           | General Alvear              | Mendoza             | Liga Alvearense de Fútbol                    |
| Grupo F | Club Atlético Independiente                   | Neuquén                     | Neuquén             | Liga de Fútbol de Neuquén                    |
| Grupo F | Unión de Don Bosco                            | Zapala                      | Neuquén             | Liga de Fútbol de Neuquén                    |
| Grupo G | Club Atlético Sarmiento                       | Catamarca                   | Catamarca           | Liga Catamarqueña de Fútbol                  |
| Grupo G | Club Atlético Ledesma                         | Libertador Gral. San Martín | Jujuy               | Liga Regional Jujeña de Fútbol               |
| Grupo H | Andino Sport Club                             | La Rioja                    | La Rioja            | Liga Riojana de Fútbol                       |
| Grupo H | Club Atlético Central Córdoba                 | Santiago del Estero         | Santiago del Estero | Liga Santiagueña de Fútbol                   |

## Primera etapa
| Fechas        | Grupo | Local en la vuelta                 |   | Global |   | Local en la ida                   |
| ------------- | ----- | ---------------------------------- | - | ------ | - | --------------------------------- |
| 18 de febrero | A     | Benito Lucini (Pergamino)          | 1 | 2 - 4  | 1 | Jorge Newbery (Junín)             |
| 25 de febrero | A     | Benito Lucini (Pergamino)          | 1 | 2 - 4  | 3 | Jorge Newbery (Junín)             |
| 18 de febrero | A     | Ferrocarril Sud (Tandil)           | 1 | 3 - 4  | 2 | Cemento Armado (Azul)             |
| 25 de febrero | A     | Ferrocarril Sud (Tandil)           | 2 | 3 - 4  | 2 | Cemento Armado (Azul)             |
| 18 de febrero | A     | Huracán (Necochea)                 | 1 | 2 - 6  | 5 | Huracán (Tres Arroyos)            |
| 25 de febrero | A     | Huracán (Necochea)                 | 1 | 2 - 6  | 1 | Huracán (Tres Arroyos)            |
| 18 de febrero | A     | Olimpo                             | 2 | 4 - 2  | 0 | San Lorenzo (Mar del Plata)       |
| 25 de febrero | A     | Olimpo                             | 2 | 4 - 2  | 2 | San Lorenzo (Mar del Plata)       |
| 18 de febrero | B     | Cipolletti                         | 4 | 9 - 4  | 2 | Villa Congreso (Viedma)           |
| 25 de febrero | B     | Cipolletti                         | 5 | 9 - 4  | 2 | Villa Congreso (Viedma)           |
| 18 de febrero | B     | Huracán (Trelew)                   | 0 | 2 - 5  | 3 | Huracán (Comodoro Rivadavia)      |
| 25 de febrero | B     | Huracán (Trelew)                   | 2 | 2 - 5  | 2 | Huracán (Comodoro Rivadavia)      |
| 18 de febrero | B     | Bancruz (Río Gallegos)             | 2 | 9 - 1  | 0 | Mar del Plata (Caleta Olivia)     |
| 25 de febrero | B     | Bancruz (Río Gallegos)             | 7 | 9 - 1  | 1 | Mar del Plata (Caleta Olivia)     |
| 18 de febrero | C     | Central Entrerriano (Gualeguaychú) | 1 | 2 - 6  | 6 | Atlético Paraná                   |
| 25 de febrero | C     | Central Entrerriano (Gualeguaychú) | 1 | 2 - 6  | 0 | Atlético Paraná                   |
| 18 de febrero | C     | Benjamín Matienzo (Goya)           | 1 | 1 - 5  | 2 | Atlético Corrientes               |
| 25 de febrero | C     | Benjamín Matienzo (Goya)           | 0 | 1 - 5  | 3 | Atlético Corrientes               |
| 18 de febrero | C     | Wanderers (Concordia)              | 2 | 5 - 3  | 2 | Atlético Uruguay (CdU)            |
| 25 de febrero | C     | Wanderers (Concordia)              | 3 | 5 - 3  | 1 | Atlético Uruguay (CdU)            |
| 18 de febrero | C     | Guaraní Antonio Franco             | 4 | 8 - 1  | 0 | Sportivo Eldorado                 |
| 25 de febrero | C     | Guaraní Antonio Franco             | 4 | 8 - 1  | 1 | Sportivo Eldorado                 |
| 18 de febrero | D     | Chaco For Ever                     | 1 | 4 - 1  | 0 | Club Sportivo (Sáenz Peña)        |
| 25 de febrero | D     | Chaco For Ever                     | 3 | 4 - 1  | 1 | Club Sportivo (Sáenz Peña)        |
| 18 de febrero | D     | Gimnasia y Esgrima (Santa Fe)      | 1 | 1 - 4  | 3 | Renato Cesarini (Rosario)         |
| 25 de febrero | D     | Gimnasia y Esgrima (Santa Fe)      | 0 | 1 - 4  | 1 | Renato Cesarini (Rosario)         |
| 18 de febrero | E     | Estudiantes (Río Cuarto)           | 9 | 11 - 0 | 0 | Benjamín Matienzo (Villa de Soto) |
| 25 de febrero | E     | Estudiantes (Río Cuarto)           | 2 | 11 - 0 | 0 | Benjamín Matienzo (Villa de Soto) |
| 18 de febrero | E     | Alumni (Villa María)               | 2 | 6 - 1  | 0 | Almafuerte                        |
| 25 de febrero | E     | Alumni (Villa María)               | 4 | 6 - 1  | 1 | Almafuerte                        |
| 18 de febrero | E     | Juventud Unida Universitario       | 2 | 4 - 2  | 1 | Colegiales (Villa Mercedes)       |
| 25 de febrero | E     | Juventud Unida Universitario       | 2 | 4 - 2  | 1 | Colegiales (Villa Mercedes)       |
| 18 de febrero | F     | San Carlos (Chapanay)              | 0 | 0 - 1  | 1 | Huracán (San Rafael)              |
| 25 de febrero | F     | San Carlos (Chapanay)              | 0 | 0 - 1  | 0 | Huracán (San Rafael)              |
| 18 de febrero | F     | Sport Club Pacífico                | 1 | 2 - 3  | 2 | Gimnasia y Esgrima (Mendoza)      |
| 25 de febrero | F     | Sport Club Pacífico                | 1 | 2 - 3  | 1 | Gimnasia y Esgrima (Mendoza)      |
| 18 de febrero | F     | Unión de Don Bosco                 | 0 | 1 - 5  | 2 | Independiente (Neuquén)           |
| 25 de febrero | F     | Unión de Don Bosco                 | 1 | 1 - 5  | 3 | Independiente (Neuquén)           |
| 18 de febrero | G     | Sarmiento (Catamarca)              | 1 | 2 - 6  | 3 | Atlético Ledesma                  |
| 25 de febrero | G     | Sarmiento (Catamarca)              | 1 | 2 - 6  | 3 | Atlético Ledesma                  |
| 18 de febrero | H     | Central Córdoba (SdE)              | 2 | 3 - 0  | 0 | Andino Sport Club                 |
| 25 de febrero | H     | Central Córdoba (SdE)              | 1 | 3 - 0  | 0 | Andino Sport Club                 |

## Segunda etapa
| Fechas      | Grupo | Local en la vuelta            |   | Global   |   | Local en la ida                      |
| ----------- | ----- | ----------------------------- | - | -------- | - | ------------------------------------ |
| 4 de marzo  | A     | Cemento Armado (Azul)         | 1 | 1 - 6    | 5 | Olimpo                               |
| 11 de marzo | A     | Cemento Armado (Azul)         | 0 | 1 - 6    | 1 | Olimpo                               |
| 4 de marzo  | A     | Loma Negra (Olavarría)        | 1 | 4 - 8    | 3 | Huracán (Tres Arroyos)               |
| 11 de marzo | A     | Loma Negra (Olavarría)        | 3 | 4 - 8    | 5 | Huracán (Tres Arroyos)               |
| 11 de marzo | A     | Jorge Newbery (Junín)         | 1 | 4 - 1    | 0 | Defensores de Belgrano (San Nicolás) |
| 18 de marzo | A     | Jorge Newbery (Junín)         | 3 | 4 - 1    | 1 | Defensores de Belgrano (San Nicolás) |
| 4 de marzo  | B     | Huracán (Comodoro Rivadavia)  | 1 | 1 - 2    | 1 | Cipolletti                           |
| 11 de marzo | B     | Huracán (Comodoro Rivadavia)  | 0 | 1 - 2    | 1 | Cipolletti                           |
| 4 de marzo  | C     | Atlético Paraná               | 3 | 5 - 1    | 1 | Ñapindá (Colón)                      |
| 11 de marzo | C     | Atlético Paraná               | 2 | 5 - 1    | 0 | Ñapindá (Colón)                      |
| 4 de marzo  | C     | Guaraní Antonio Franco        | 0 | G - P    | 2 | Atlético Corrientes                  |
| 11 de marzo | C     | Guaraní Antonio Franco        | G | G - P    | P | Atlético Corrientes                  |
| 4 de marzo  | D     | Sportivo Patria               | 0 | 0 - 5    | 3 | Chaco For Ever                       |
| 11 de marzo | D     | Sportivo Patria               | 0 | 0 - 5    | 2 | Chaco For Ever                       |
| 4 de marzo  | E     | Alumni (Villa María)          | 0 | 1 - 4    | 2 | Estudiantes (Río Cuarto)             |
| 11 de marzo | E     | Alumni (Villa María)          | 1 | 1 - 4    | 2 | Estudiantes (Río Cuarto)             |
| 4 de marzo  | E     | Juventud Unida Universitario  | 1 | 3 - 1    | 1 | Peñarol (Chimbas)                    |
| 11 de marzo | E     | Juventud Unida Universitario  | 2 | 3 - 1    | 0 | Peñarol (Chimbas)                    |
| 4 de marzo  | F     | Gimnasia y Esgrima (Mendoza)  | 0 | 2 - 2(v) | 1 | Huracán (San Rafael)                 |
| 11 de marzo | F     | Gimnasia y Esgrima (Mendoza)  | 2 | 2 - 2(v) | 1 | Huracán (San Rafael)                 |
| 4 de marzo  | F     | General Belgrano (Santa Rosa) | 0 | 1 - 4    | 1 | Independiente (Neuquén)              |
| 11 de marzo | F     | General Belgrano (Santa Rosa) | 1 | 1 - 4    | 3 | Independiente (Neuquén)              |

## Tercera etapa
| Fechas      | Grupo | Local en la vuelta           |   | Global        |   | Local en la ida          |
| ----------- | ----- | ---------------------------- | - | ------------- | - | ------------------------ |
| 25 de marzo | A     | Huracán (Tres Arroyos)       | 0 | 3 - 5         | 4 | Jorge Newbery (Junín)    |
| 1 de abril  | A     | Huracán (Tres Arroyos)       | 3 | 3 - 5         | 1 | Jorge Newbery (Junín)    |
| 18 de marzo | B     | Bancruz (Río Gallegos)       | 0 | 0 - 3         | 3 | Cipolletti               |
| 25 de marzo | B     | Bancruz (Río Gallegos)       | 0 | 0 - 3         | 0 | Cipolletti               |
| 18 de marzo | C     | Wanderers (Concordia)        | 1 | (4) 1 - 1 (3) | 0 | Atlético Paraná          |
| 25 de marzo | C     | Wanderers (Concordia)        | 0 | (4) 1 - 1 (3) | 1 | Atlético Paraná          |
| 18 de marzo | D     | Renato Cesarini              | 1 | 3 - 6         | 3 | Chaco For Ever           |
| 25 de marzo | D     | Renato Cesarini              | 2 | 3 - 6         | 3 | Chaco For Ever           |
| 18 de marzo | E     | Juventud Unida Universitario | 1 | 3 - 2         | 1 | Estudiantes (Río Cuarto) |
| 25 de marzo | E     | Juventud Unida Universitario | 2 | 3 - 2         | 1 | Estudiantes (Río Cuarto) |
| 18 de marzo | F     | Huracán (San Rafael)         | 0 | 0 - 3         | 2 | Independiente (Neuquén)  |
| 25 de marzo | F     | Huracán (San Rafael)         | 0 | 0 - 3         | 1 | Independiente (Neuquén)  |

## Cuarta etapa
| Fechas      | Grupo | Local en la vuelta     |   | Global   |   | Local en la ida       |
| ----------- | ----- | ---------------------- | - | -------- | - | --------------------- |
| 8 de abril  | A     | Olimpo                 | 1 | 3 - 3(v) | 1 | Jorge Newbery         |
| 15 de abril | A     | Olimpo                 | 2 | 3 - 3(v) | 2 | Jorge Newbery         |
| 1 de abril  | C     | Guaraní Antonio Franco | 3 | 6 - 3    | 2 | Wanderers (Concordia) |
| 8 de abril  | C     | Guaraní Antonio Franco | 3 | 6 - 3    | 1 | Wanderers (Concordia) |

## Finales
| Fechas      | Grupos | Local en la vuelta           |   | Global        |   | Local en la ida         |
| ----------- | ------ | ---------------------------- | - | ------------- | - | ----------------------- |
| 22 de abril | A - B  | Jorge Newbery (Junín)        | 0 | 1 - 2         | 1 | Cipolletti              |
| 29 de abril | A - B  | Jorge Newbery (Junín)        | 1 | 1 - 2         | 1 | Cipolletti              |
| 15 de abril | C - D  | Guaraní Antonio Franco       | 0 | 3 - 4         | 2 | Chaco For Ever          |
| 22 de abril | C - D  | Guaraní Antonio Franco       | 3 | 3 - 4         | 2 | Chaco For Ever          |
| 1 de abril  | E - F  | Juventud Unida Universitario | 0 | (4) 1 - 1 (2) | 1 | Independiente (Neuquén) |
| 8 de abril  | E - F  | Juventud Unida Universitario | 1 | (4) 1 - 1 (2) | 0 | Independiente (Neuquén) |
| 4 de marzo  | G - H  | Atlético Ledesma             | 0 | 3 - 2         | 1 | Central Córdoba (SdE)   |
| 11 de marzo | G - H  | Atlético Ledesma             | 3 | 3 - 2         | 1 | Central Córdoba (SdE)   |

## Clasificados al Campeonato Nacional 1979
- Atlético Ledesma
- Chaco For Ever
- Cipolletti
- Juventud Unida Universitario